# Meistaraflokkur (1926)
Sezon 1926 był 15. sezonem o mistrzostwo Islandii. Drużyna Fram nie obroniła tytułu mistrzowskiego, zdobył go zespół KR, zdobywając w czterech meczach siedem punktów. Ze względu na brak systemu ligowego żaden zespół nie spadł ani nie awansował po sezonie.

## Drużyny
Po sezonie 1925 do czterech drużyn dołączył zespół ÍB Vestmannaeyja, żaden zespół natomiast nie zrezygnował z udziału w lidze, w wyniku czego w sezonie 1926 w rozgrywkach Meistaraflokkur wzięło udział pięć zespołów.
| Uczestnicy poprzedniej edycji                                                                                 | Uczestnicy poprzedniej edycji | Uczestnicy poprzedniej edycji | Uczestnicy poprzedniej edycji |
| --- | ----------------------------- | ----------------------------- | ----------------------------- |
| VÍR | Víkingur Reykjavík            | 1                             |                               |
| FRA | Fram                          | 2                             |                               |
| KRE | KR                            | 3                             |                               |
| VAL | Valur                         | 4                             |                               |
| Dołączenie w sezonie 1926                                                                                     |                               |                               |                               |
| ÍBV | ÍB Vestmannaeyja              |                               |                               |
| Oznaczenia: - kolumna pierwsza – skróty nazw drużyn, - kolumna trzecia – miejsce zajęte w poprzednim sezonie. |                               |                               |                               |

## Tabela
| Lp. | Drużyna            | M | Z | R | P | Bramki | Bramki | Różn. | Pkt | Uwagi               |
| --- | ------------------ | - | - | - | - | ------ | ------ | ----- | --- | ------------------- |
| 1   | KR (M)             | 4 | 3 | 1 | 0 | 17     | 6      | +11   | 7   | baraż o mistrzostwo |
| 1   | Fram               | 4 | 3 | 1 | 0 | 7      | 4      | +3    | 7   | baraż o mistrzostwo |
| 3   | Víkingur Reykjavík | 4 | 2 | 0 | 2 | 9      | 6      | +3    | 4   |                     |
| 4   | ÍB Vestmannaeyja   | 4 | 0 | 1 | 3 | 9      | 17     | −8    | 1   |                     |
| 4   | Valur              | 4 | 0 | 1 | 3 | 8      | 17     | −9    | 1   |                     |

## Wyniki
| Gospodarz \ Gość   | FRA | ÍBV | KRE | VAL | VÍR |
| Fram               |     |     |     | 2:1 | 1:0 |
| ÍB Vestmannaeyja   | 1:2 |     |     | 5:5 |     |
| KR                 | 2:2 | 6:2 |     |     |     |
| Valur              |     |     | 1:6 |     | 1:4 |
| Víkingur Reykjavík |     | 4:1 | 1:3 |     |     |

Źródło: Knattspyrnusamband Íslands (isl.)
Objaśnienia:
1Drużyna gospodarzy jest wymieniona po lewej stronie tabeli.
Kolory: zielony – zwycięstwo gospodarzy, żółty – remis, różowy – zwycięstwo gości.

## Baraż o mistrzostwo
Ze względu na równą liczbę punktów po fazie ligowej, zespoły KR i Fram rozegrały pomiędzy sobą dodatkowy mecz o tytuł mistrzowski. Mecz zwyciężył pierwszy z zespołów i zdobył tytuł mistrzowski sezonu 1926.
|  | KR | 8:2 | Fram |  |
|  |    |     |      |  |